# فهرست مسئله‌های حل‌نشده در ریاضیات
مسائل ریاضی بسیاری بیان شده اند که همچنان حل نشده باقی ماندند. این مشکلات حل نشده در حوزه‌های متعددی از جمله فیزیک نظری، علوم رایانه، جبر، آنالیز، ترکیبیات، هندسه جبری، دیفرانسیل، هندسه گسسته و اقلیدسی، گراف، گروه، مدل، اعداد، مجموعه و نظریه‌های رمزی، سیستم‌های پویا و معادلات دیفرانسیل جزئی رخ می‌دهد. برخی از مشکلات ممکن است به بیش از یک رشته ریاضی تعلق داشته باشند و با استفاده از تکنیک‌های حوزه‌های مختلف مورد مطالعه قرار گیرند. جوایز اغلب برای حل یک مشکل طولانی مدت اعطا می‌شود و لیستی از مشکلات حل نشده مانند لیست مشکلات جایزه هزاره توجه قابل توجهی را به خود جلب می‌کند. این مقاله ترکیبی از مشکلات حل نشده قابل توجهی است که از منابع زیادی گرفته شده‌است، از جمله فهرست‌هایی که معتبر تلقی می‌شوند. این لیست جامع نیست، حداقل به این دلیل که ممکن است نوشته‌ها در زمان مشاهده به روز نشوند. این فهرست شامل مسائلی است که به اعتقاد جامعه ریاضی از نظر دشواری و محوریت علم به‌طور کلی متفاوت است.

## لیست مسائل حل نشده در ریاضیات
ریاضیدانان و مؤسسات مختلف، لیستی از مسائل حل نشده ریاضی را منتشر کردند. و برخی از مسائل با جوایزی برای کاشفان راه حل همراه بوده است.
| لیست              | تعداد مسائل | تعداد مسائل حل نشده یا ناقص | پیشنهاد شده توسط  | پیشنهاد شده در سال |
| ----------------- | ----------- | --------------------------- | ----------------- | ------------------ |
| مسائل هیلبرت      | ۲۳          | ۱۵                          | دیوید هیلبرت      | ۱۹۰۰               |
| مسائل لانداو      | ۴           | ۴                           | ادموند لانداو     | ۱۹۱۲               |
| مسائل تانی یاما   | ۳۶          | -                           | یوتاکا تانی یاما  | ۱۹۵۵               |
| ۲۴ مسئله ثرستن    | ۲۴          | -                           | ویلیام ثرستن      | ۱۹۸۲               |
| مسائل اسمیل       | ۱۸          | ۱۴                          | استیون اسمیل      | ۱۹۹۸               |
| مسائل جایزه هزاره | ۷           | ۶                           | مؤسسه ریاضیات کِلِی | ۲۰۰۰               |
| مسائل سیمون       | ۱۵          | <۱۲                         | بَری سیمون         | ۲۰۰۰               |

## مسائل جایزه هزاره
از هفت مسئله اصلی جایزه هزاره که توسط مؤسسه ریاضیات کِلِی در سال ۲۰۰۰ تنظیم شد، شش مسئله تا اوت ۲۰۲۱ هنوز حل نشده‌است:
- حدس هاج
- فرضیه ریمان
- مسئله P در مقابل NP
- حدس برچ و سوینرتون-دایر
- وجود و شکاف جرمی یانگ-میلز
- وجود و همواری ناویِر-استوکس

هفتمین مسئله، حدس پوانکاره، در سال ۲۰۰۲ توسط گریگوری پرلمان به اثبات رسید.

## مسائل حل نشده

### جبر
- حدس بِرچ - تِیت
- حدس بُمبیری - لانگ
- حدس کروزیکس
- حدس دیمازور
- حدس آیلنبرگ - گانیا
- حدس فاریِل - جونز
- حدس بوست
- حدس گرین
- مسئله نمایش شبکه محدود
- حدس p - خم گروتندیک - کاتس
- حدس هادامارد
- مسئله حداکثر تعیین‌کننده هادامارد
- مسئله ۱۵ هیلبرت
- مسئله ۱۶ هیلبرت
- حدس‌های همولوژیکی در جبر جابجایی
- حدس جیکوبسن
- حدس‌های کاپلانسکی
- حدس کومر - وَندیوِر
- حدس بیرخوف - پیِرس
- حدس سنداو
- حدس سِر
- حدس ناکای